# Ostafrikasaurus
Genre
Espèce
Ostafrikasaurus est un genre éteint de dinosaures théropodes du Jurassique retrouvé à Tendaguru, dans le sud-est de la Tanzanie.
La seule espèce connue, l'espèce type, Ostafrikasaurus crassiserratus, a été décrite par Éric Buffetaut en 2013. Le nom générique associe l'allemand Deutsch-Ostafrika, qui désigne l'Afrique orientale allemande, avec le grec σαῦρος (sauros, « lézard »). Le nom spécifique est tiré des mots latins crassus (« épais ») et serratus (« en dents de scie »)
L'holotype, MB R 1084, est constitué d'une seule dent.
Ostafrikasaurus est classé dans les Spinosauridae, dont il serait le plus « vieux » membre,.

## Description
Ostafrikasaurus était un théropodes faisant 3,4 mètres de haut soit légèrement plus petit que Carnotaurus et un peu plus grand que Majungasaurus, 10 mètres de long soit la longueur du Triceratops, une longue épine dorsale ressemblant à celle de Spinosaurus et avait une épine sur le cou. Pour un poids de 900 kg à 2 t
Ces dents étaient si résistantes qu'elles égalaient les griffes de ses pattes antérieurs. Son épine dorsale formait des sortes de lignes. Enfin, ses pattes postérieurs étaient extraordinairement longues.

## Histoire
La dent a d'abord été classée chez l'espèce Allosaurus en 1920 par Werner Janensch. Toutes les dents rattachées à cette espèce ont été recueillies entre 1909 et 1913 dans les collines de Tendaguru, en Afrique orientale allemande, par des expéditions allemandes. En 1925, Janensch décrit un total de 9 dents qu'il classe MB R 1083 et qu'il divise en cinq types.
Plus tard, les dents sont reclassées chez ?Ceratosaurus lorsque Labrosaurus devient un synonyme d'Allosaurus. Des études subséquentes suggèrent que Labrosaurus stechowi est nomen dubium et que les dents sont d'un classement indéterminé, appartenant peut-être à plusieurs taxons différents.
MB R 1084, seule dent de la strate Obere Dinosauriermergel de la formation géologique de Tendaguru, se distingue de plusieurs manières des autres dents, retrouvées dans la strate Mittlere Dinosauriermergel. Bien que Buffetaut propose d'associer au genre une autre dent (MB R 1091), il n'en tient pas compte lorsqu'il nomme Ostafrikasaurus en 2013.